# Temple d'Hator de Dandara
El temple d'Hator de Dandara és un temple de l'època ptolemaica dedicat a la dea Hator, construït a la ciutat de Dandara, a Egipte.
Fou construït entre el 125 aC i el 65 aC, i s'inicià en temps de Ptolemeu VII Evèrgeta i fou continuat pels seus successors. La casa del naixement de Nectabeu I és anterior.
Està orientat cap al Nil i segueix una estructura típica del període grecoromà. És un dels més grans i ben conservats d'Egipte. Segurament en el seu lloc ja hi havia alguna capella anterior.
Té una gran façana construïda com un mur baix dividit per sis grans columnes d'Hator i una gran entrada que porta a una sala hipòstila, amb 18 columnes similars a les de la façana. Les cel·les de la sala estan dividides en set parts amb imatges d'astronomia representant la dea Nut, voltors i discs solars amb ales, i els signes romans del zodíac. Els murs són decorats amb escenes d'emperadors romans com a faraons fent ofrenes a Hator.
Darrere de la sala hipòstila, hi ha la façana original del temple i una porta condueix a una segona petita sala hipòstila, coneguda com a sala de les aparicions, amb una estàtua de la dea que es treia una vegada a l'any. Hi ha sis columnes i unes obertures per a la llum. Els murs presenten escenes del rei fent les cerimònies, però els cartutxos estan en blanc sense precisar de quin rei es tracta. A cada costat, hi ha tres cambres que foren magatzems o capelles per als rituals diaris, i també a cada costat unes escales que porten al sostre.
Darrere la segona sala hipòstila, hi ha la sala d'ofrenes on es feien els rituals cada dia; al davant una altra sala (sala del cercle dels déus), on les estàtues de les deïtats eren reunides en determinats dies. Un altar central contenia una naos on se situava l'estàtua d'Hator; a cada costat de la porta, el rei està dibuixat oferint elements sagrats a Hator i a les dees. Un pas conté onze capelles dedicades a diverses divinitats, amb diversos signes religiosos, la principal, la cambra que arriba al santuari, té imatges d'Hator. A una bona alçada del mur, un nínxol té un relleu d'Hator que correspon a l'altar exterior on es feien pregàries i ofrenes. Sota el terra de les cambres de culte, hi havia 14 criptes on eren emmagatzemats els tresors del temple, onze de les quals són decorades amb escenes de la dea, i probablement s'hi feien els rituals secrets; en una de les criptes, hi ha una icona d'Hator que era treta de l'altar una vegada a l'any per a un festival.
A l'anella del santuari, hi ha un pati obert on es feien sacrificis durant les festes del nou any. Les escales de l'oest es feien servir per a una processó que portava l'estàtua, així com estàndards i símbols de la dea i a les parets en són pintades escenes; les escales són fosques i rebien la llum per petites obertures a les parets; al damunt, hi ha una cambra coneguda com la cambra d'Osiris, on es feien ritus de resurrecció; a la sala, hi ha figures astronòmiques. Per les escales de l'est, es pot pujar a una cambra amb escenes del festival de la lluna de queac, associat a un ritu de fertilitat; a les parets, escenes d'Osiris i figures astronòmiques i una còpia del zodíac de Dandara (l'original és al Museu del Louvre). Dues antecambres estan dedicades al mite de la mort i resurrecció d'Osiris.
A la cantonada sud-oest, es troba un quiosc o capella amb 12 columnes d'Hator, coneguda com la capella del Disc. Aquí era portada l'estàtua de la dea una vegada a l'any, l'any nou per rebre els primers raigs de sol.
El recinte del temple està rodejat per una gran muralla de rajola. Inicialment, la muralla era de pedra per tres costats i s'entrava per una avinguda que fou feta per Domicià. A la dreta hi havia dues cases d'ocells.
Hi ha un mammisi d'August, Trajà i Hadrià. Els relleus de la muralla estan molt ben conservats i representen Horus en la seva infantesa celebrant ritus religiosos; el déu Bes, protector de les dones durant l'embaràs, està representat en unes columnes. Un mammisi anterior fou construït per Nectabeu I i s'hi celebra el naixement del déu Ihi, fill d'Hator i Horus d'Edfú; als murs de la sala més gran, es representen els reis ptolemaics fent ofrenes a Hator. Al mur del nord, es mostra el déu creador Cnum i la dea Heqet (dea dels nounats). Entre les dues cases d'ocells, hi ha les restes d'una basílica copta del segle v, i prop d'aquesta, les restes d'un sanatori on els sacerdots feien les cures donant aigua purificada per ritus màgics; les cisternes usades per recollir l'aigua encara es poden veure al costat oest.
A la rodalia (a l'oest), hi havia un temple de Mentuhotep Nebhepetre (dinastia XI), avui traslladat al Museu d'Antiguitats Egípcies del Caire.